# Стриніне
Срініне (хорв. Srinjine) — населений пункт у Хорватії, в Сплітсько-Далматинській жупанії у складі міста Спліт.

## Населення
Населення за даними перепису 2011 року становило 1 201 осіб.
Динаміка чисельності населення поселення:

## Клімат
Середня річна температура становить 13,43 °C, середня максимальна – 26,73 °C, а середня мінімальна – 0,66 °C. Середня річна кількість опадів – 832 мм.
| Клімат поселення                              | Клімат поселення | Клімат поселення | Клімат поселення | Клімат поселення | Клімат поселення | Клімат поселення | Клімат поселення | Клімат поселення | Клімат поселення | Клімат поселення | Клімат поселення | Клімат поселення | Клімат поселення |
| Показник                                      | Січ.             | Лют.             | Бер.             | Квіт.            | Трав.            | Черв.            | Лип.             | Серп.            | Вер.             | Жовт.            | Лист.            | Груд.            |                  |
| Середній максимум, °C                         | 8,99             | 9,47             | 12,24            | 15,84            | 20,73            | 24,78            | 26,73            | 26,70            | 22,24            | 18,05            | 13,00            | 9,95             |                  |
| Середня температура, °C                       | 4,83             | 5,30             | 8,08             | 11,68            | 16,55            | 20,60            | 22,98            | 22,93            | 18,47            | 14,30            | 9,24             | 6,20             |                  |
| Середній мінімум, °C                          | 0,66             | 1,13             | 3,90             | 7,50             | 12,39            | 16,44            | 19,21            | 19,18            | 14,72            | 10,53            | 5,49             | 2,44             |                  |
| Норма опадів, мм                              | 74               | 63               | 69               | 71               | 57               | 51               | 34               | 49               | 72               | 91               | 108              | 93               |                  |
| Середньомісячна швидкість вітру, м/с          | 3.40             | 3.66             | 3.70             | 3.40             | 3.00             | 2.71             | 2.73             | 2.60             | 2.96             | 3.15             | 3.84             | 3.83             |                  |
| Середньомісячна сонячна радіація, кДж/м²·день | 5560             | 8288             | 11973            | 16380            | 20348            | 23115            | 24697            | 21767            | 16060            | 10503            | 6005             | 4725             |                  |
| --------------------------------------------- | ---------------- | ---------------- | ---------------- | ---------------- | ---------------- | ---------------- | ---------------- | ---------------- | ---------------- | ---------------- | ---------------- | ---------------- | ---------------- |
| Джерело:                                      |                  |                  |                  |                  |                  |                  |                  |                  |                  |                  |                  |                  |                  |